# Borrell von Osona

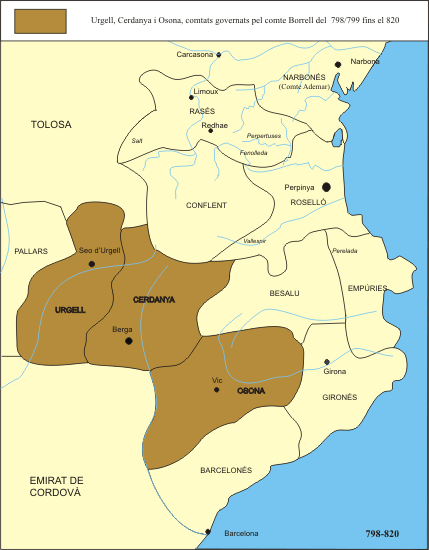
Territorien der Borrell von Osona.

Borrell war ein Amtsträger der Karolinger in der Spanischen Mark im 8. und 9. Jahrhundert. Er ist möglicherweise der Stammvater des Hauses Barcelona.
Im Jahr 798 wird die civitatem Ausonam als Sitz des Burrello comiti genannt, der also als Graf in der Grafschaft Osona amtierte. Er ist wahrscheinlich mit jenem Burellum identisch, der gemeinsam mit Markgraf Berà um das Jahr 809 einen fehlgeschlagenen Feldzug gegen das maurische Tortosa anführte. Borrell von Osona werden auch die Grafschaften Urgell und Cerdanya zugeschrieben.
Borrell von Osona wird als Stammvater des späteren katalanisch-aragónesischen Herrscherhauses in Betracht gezogen, basierend auf einer Urkunde Kaiser Ludwigs des Frommen aus dem Jahr 829. Darin bestätigte der Kaiser seinem Gefolgsmann Sunicfredo (Sunifred I. von Barcelona?) den Besitz von Gütern im pago Narbonensis, die einst dessen Vater Bosrello (Borrell von Osona?) von Kaiser Karl dem Großen erhalten hatte.